# Kuschelhochmoor mit Übergangsmoor nördlich Abstreit

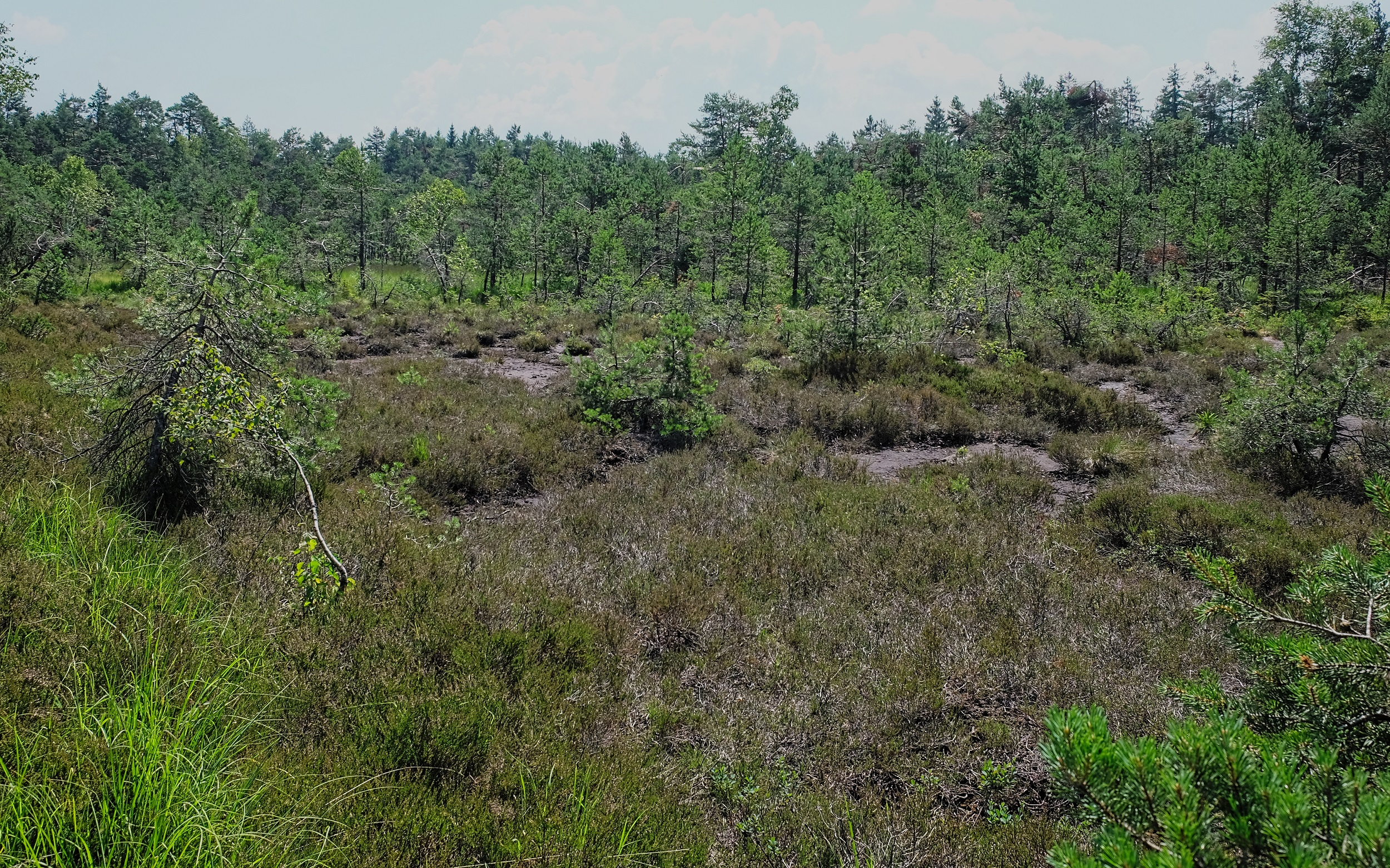
Moor nördlich Abstreit

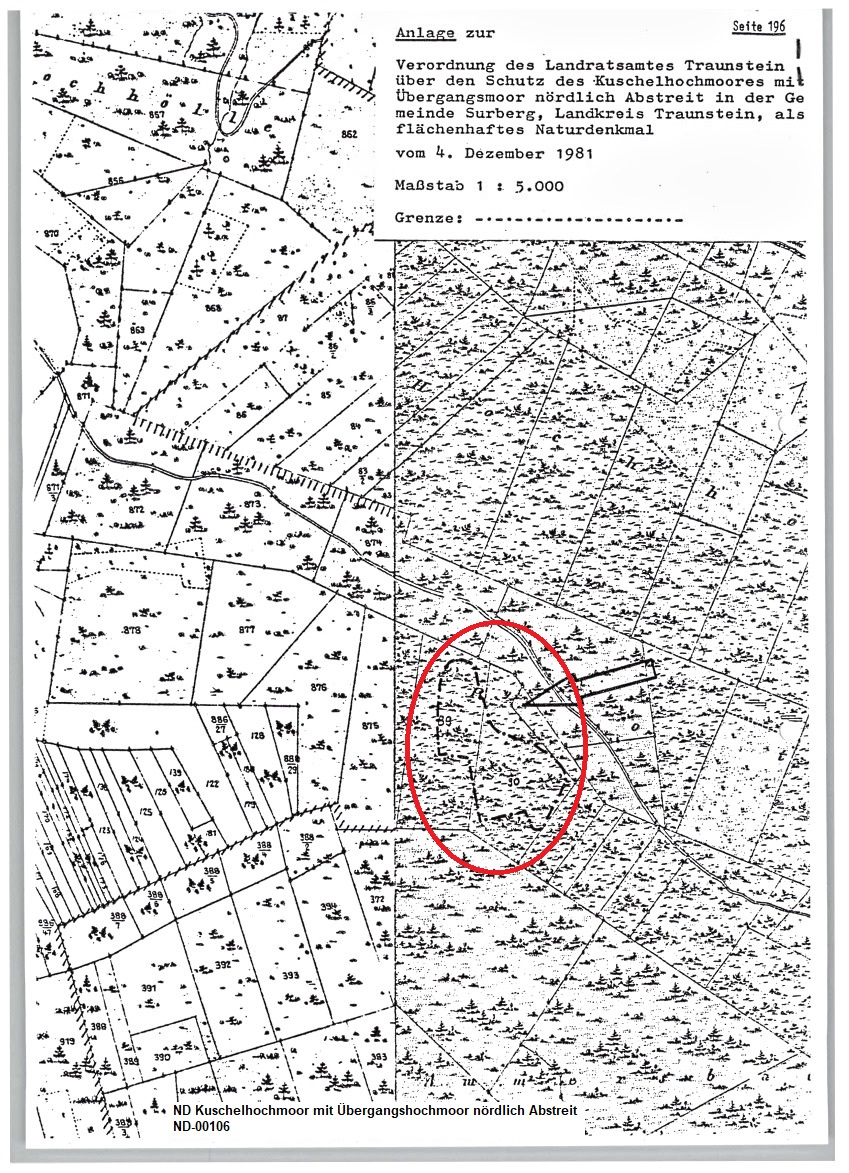
Lageplan Amtsblatt

Das Kuschelhochmoor mit Übergangsmoor nördlich Abstreit in der Gemeinde Surberg ist ein 1,8 ha großes flächenhaftes Naturdenkmal im Landkreis Traunstein.
Es erhielt im Dezember 1981 durch Verordnung des Landratsamtes Traunstein den Schutzstatus und wird vom Bayerischen Landesamt für Umwelt unter der Nummer ND-00106 gelistet.

## Schutzzweck
Das Hochmoor mit Übergangsmoor nördlich Abstreit ist als flächenhaftes Naturdenkmal zu schützen, da es sich hier qualitativ um einen hochwertigen Biotop handelt und seine Erhaltung wegen seiner herausragenden Eigenart und Seltenheit, seiner ökologischen, wissenschaftlichen, floristischen und faunistischen Bedeutung im öffentlichen Interesse liegt.

## Kuschelhochmoor
Der Begriff Kuschelhochmoor wird angewendet bei Mooren deren Besatz aus Moorkiefern sich auf Grund von starker Vernässung aus niedrigen, verkrüppelten, strauchartigen oder dichtbuschigen Exemplaren, sogenannten Kuscheln besteht.

## Einzelnachweis
1. ↑  Johann Früh und Carl Schröter: Die Moore der Schweiz: mit Berücksichtigung der gesamten Moorfrage. Kommission bei Francke, Bern 1904, S. 751.

Koordinaten: 47° 50′ 51,7″ N, 12° 41′ 50,5″ O